# Quinteto Violado
Quinteto Violado é um conjunto instrumental-vocal brasileiro formado em 1970, na cidade de Recife, que se caracteriza pela interpretação de músicas nordestinas e a realização de pesquisas sobre o folclore brasileiro.

## História
Inicialmente formado por Toinho (Antônio Alves, Garanhuns - PE, 1943 - 2008), canto e baixo acústico; Marcelo (Marcelo de Vasconcelos Cavalcante Melo, Campina Grande - PB, 1946), canto, viola e violão; Fernando Filizola (Limoeiro - PE, 1947); Luciano (Luciano Lira Pimentel, Limoeiro - PE, 1941 - 2006), percussão, e Sando (Alexandre Johnson dos Anjos, Garanhuns, 1959), flautista, na década de 1990 passou a ser integrado por Toinho, baixo acústico, compositor, cantor e diretor musical do conjunto; Marcelo, violonista, violeiro, cantor e compositor; Ciano (Luciano Alves, Garanhuns - PE, 1959); Roberto Menescal (Roberto Menescal Alves Medeiros, Garanhuns, - PE, 1964), cantor e percussionista; e o tecladista e arranjador Dudu (Eduardo de Carvalho Alves, Recife - PE, 1970).
Apresentou-se pela primeira vez, ainda sem a denominação que o tornou famoso, em janeiro de 1970, na Faculdade de Filosofia da Universidade Federal de Pernambuco. Em outubro de 1971, quando se apresentou no Teatro da Nova Jerusalém (Fazenda Nova PE), seus integrantes foram chamados de "os violados", nascendo dai o Quinteto Violado. Gilberto Gil os apresentou ao produtor Roberto Santana, da Phonogram, e o aparecimento do conjunto foi exaltado por Caetano Veloso.  E logo começaram a mostrar seu trabalho por todo o Brasil e também outros países. Além da música, realizaram trabalhos didáticos, ministrando oficinas de música em escolas pernambucanas.
A estreia internacional do Quinteto Violado aconteceu um ano depois, no Mercado Internacional de Disco e Edição Musical - Midem, realizado na cidade de Cannes, França. A participação neste evento resultou no lançamento do primeiro disco do grupo e do LP "A Feira no Japão". Nesta mesma viagem o Quinteto foi até Paris, onde se apresentou no Olympia, ao lado de Jorge Benjor, Toquinho e Vinícius de Moraes.
Em 1974, receberam o Troféu Noel Rosa, como Melhor Conjunto Instrumental do Brasil, pela Associação de Críticos de Arte de São Paulo.
Em 1972 apresentou-se em São Paulo - SP e lançou o primeiro LP, Quinteto Violado em concerto, pela Philips, que incluía Asa Branca (Luiz Gonzaga e Humberto Teixeira). O disco foi lançado no Japão, com o título Asa Branca. Ainda em 1972 fez temporada na boate Monsieur Pujol e no restaurante Di Monaco, no Rio de Janeiro, e no Teatro Vila Velha, de Salvador - BA, seguindo-se atuação no show O Anjo Guerreiro contra as baronesas, em Recife. Com o produtor Marcus Pereira, participou da pesquisa e posterior gravação da série de quatro discos Música Popular do Nordeste (1973), depois reeditados em CD e que contou com a participação especial da cantora Zélia Barbosa, com quem Toinho, Marcelo e Luciano haviam tocado antes da formação do Quinteto. Por sua participação na pesquisa musical, arranjos e produção da série, recebeu os prêmios Noel Rosa e Estácio de Sá, este do MIS, do Rio de Janeiro. Ainda em 1973 gravou o disco Berra Boi (Philips). No ano seguinte montou o show A feira, que lançou Elba Ramalho e foi gravado em LP pela Philips, iniciando também circuito de concertos de música nordestina nas universidades brasileiras.
Em 1975 montou o espetáculo Folguedo (lançado em disco pela Philips), apresentado no adro do Mosteiro de São Bento, de Olinda - PE. O grupo participou ainda do MIDEM, na França, e do Encontro Latino-Americano de Turismo, em Trujillo, Peru. Entre 1977 e 1978 realizou 97 concertos-aula destinados a alunos da rede oficial de ensino de Pernambuco. Realizou várias montagens de grande sucesso: "Missa do vaqueiro (1976)", "Antologia do baião (1977)", "Até a Amazônia (1978)", "Pilogamia do baião (1979)", o infantil "O rei e o jardineiro (1981)", "Notícias do Brasil (1982)", "Kuire (1987)" e "História do Brasil (1987)", todos gravados em LPs e depois reeditados em CDs. Além desses, gravou os LPs "Desafio" (Independente, 1981), "Coisas que o Lua canta" (Continental, 1983; CD Philips)", "Ilhas de Cabo Verde" (Mato, 1988), "Algaroba" (RGE, 1993), entre outros. Foi de grande importância sua participação na animação do Carnaval do Recife, com apresentações no Bloco Azul, a partir de 1977, sendo em parte responsável pela volta do "Carnaval Participação" às ruas.
Em 1990 o Quinteto levou a seis países da Europa o espetáculo "O Guarany", na sua mais longa excursão internacional. Durante dois meses, o grupo percorreu 20 cidades da Alemanha, Áustria, Bélgica, Suíça, Itália e da antiga Iugoslávia.
Em 1995 produziu e gravou a trilha sonora do filme Corisco e Dadá, dirigido por Rosemberg Cariry. Ao comemorar 25 anos de atividades, em 1997, o conjunto somou em seu currículo: 30 discos lançados no Brasil e seis outros no exterior; dez viagens internacionais; duas premiações no MPB Shell (1980 e 1981), no Rio de Janeiro e três Prêmios Sharp de Música (1993, 1994 e 1996). Em 1996 o grupo montou o espetáculo 25 anos não são 25 dias, na concha acústica da UFPE, reunindo antigos e novos componentes do cenário musical nordestino e, em 1997, foi criada a Fundação Quinteto Violado, com o objetivo de dar apoio a promoções culturais.Esse grupo canta a música de abertura do Globo Ecologia.
Em maio de 2008, com a morte do integrante/fundador da banda e presidente da Fundação, Toinho Alves), o grupo deu uma pausa nas apresentações, mas logo decidiu voltar aos palcos. Com um novo integrante, Thiago Fournier (baixo), gravaram o álbum intitulado "Quinto Elemento".
Sua música Supertime da Ilha, feita em homenagem ao Sport Club do Recife, virou alcunha sportista, na década de 1970, e é sempre tocada antes dos jogos do clube pernambucano na Ilha do Retiro.
Em 2024, a música "Palavra Acesa" (1978) foi repetida como parte da trilha sonora original do remake da novela "Renascer" (1993), da Rede Globo de Televisão. A música foi tema do personagem "Tião Galinha" (Irandhir Santos), um trabalhador rural em situação de extrema vulnerabilidade em busca do sonho de ter um pedaço de terra para plantar a sua subsistência com a esposa e filhos. Aos poucos, ele descobre a força da expressão das palavras e a entrada da música ocorre impactante nos momentos e cenas marcantes da sua luta pela justiça social. Isso gerou no público uma onda de busca pela música, sua letra e significado na internet.

## Produtores
- Pedro de Souza
- Roberto Sant'anna
- Ângelo Filizola
- Pedro Francisco de Souza
- Carla Navarro

## Prêmios
- (1973) Berra Boi - Melhor Show do Ano wikpela Revista Veja
- (1974) Troféu Noel Rosa - Melhor Conjunto Instrumental do Brasil, pela Associação de Críticos de Arte de São Paulo
- (1980) Prêmio de Melhor Arranjo para a música Rio Capibaribe (Toinho Alves - João de Jesus Paes Loureiro) no MPB Shell-80, festival de música popular da Rede Globo
- (1982) Prêmio Disco Visão, oferecido pela Associação Brasileira de Produtores Fonográficos
- (1991) Medalha de Mérito da Fundação Joaquim Nabuco
- (1992) Prêmio Sharp na categoria Melhor Grupo Regional, com o CD Missa do Vaqueiro
- (1993) Título de 'Melhor do Ano', pela Rádio Clube de Pernambuco
- (1996) Prêmio Sharp na categoria Melhor Grupo Regional, com o CD 25 Anos não são 25 Dias
- (1997) Medalha do Mérito José Mariano, concedida pela Câmara Municipal do Recife
- (1997) Título de "Memória Viva do Recife", concedido pelo Museu da Cidade do Recife
- (1998) Troféu Cultural Cidade do Recife
- (2003) Homenagem, Escola Polichinelo
- (2007) Homenagem da Sociedade Teatral Fazenda Nova
- (2008) Troféu "Acorde Brasileiro", SESC RS
- (2009) Troféu "Anum de Ouro", concedido pela Prefeitura de Garanhuns
- (2010) Troféu "O melhor de Pernambuco", concedido pela ACINPE
- (2010) Prêmio da Música Brasileira "Melhor grupo MPB", CD/Quinto Elemento. Indicação
- (2011) Troféu "PE que dá certo", concedido pelo Diário de Pernambuco
- (2011) Homenagem da Prefeitura do Recife no São João
- (2011) Prêmio da Música Brasileira "Melhor Grupo Regional", CD - Quinteto Violado canta Adoniram Barbosa & Jackson Brasileiro
- (2011) Ordem do Mérito Cultural – Ministério da Cultura, MINC
- (2011) Troféu "Melhor da Música de Pernambuco", concedido pela ACINPE
- (2011) Medalha – "Academia Pernambucana"
- (2012) Prêmio da Música Brasileira, indicação a "Melhor Grupo Regional", DVD 40 anos
- (2012) Certificado Empresa – OF QUALITY BRAZIL
- (2013) Prêmio da Música Pernambucana, DVD/CD 40 anos, concedido pela ACINPE
- (2014) Prêmio da Música Brasileira - Melhor Grupo Regional - DVD Quinteto Violado Canta Gonzagão.
- (2014) Grammy Latino de Melhor Álbum de Música Regional ou de Raizes Brasileiras, CD Quinteto Canta Gonzagão (indicação)[7]

## Temporadas no exterior
- (1975) MIDEN - Cannes/França
- (1976) Congresso Internacional de Agentes de Viagens & Festival Internacional do Floclore - Trujillo e Lima/Peru
- (1979) 1986, 1989, 1990 - Festival Horizontes (Berlim), Semana Ibero-americana (Hamburg), uma grande turnê por vinte cidades alemãs para o lançamento do disco Kuiré (estendendo-se até a Áustria), e em 1990, durante uma excursão por seis países da Europa
- (1980) Projeto Kalunga - Luanda/Angola
- (1988/1989) Expo Brasil-Cabo Verde - Ilhas de Cabo Verde/África
- (1994/1999) Projeto Cumplicidades, V Festival de Sons e Sabores do Mundo, Semana de Pernambuco - 14 cidades Portuguesas/Portugal
- (2006) Suriname
- (2007) Damasco/Síria
- (2008) Galiza/Portugal
- (2014) Seul/Coréia do Sul
- (2017) Madri/ Espanha, Roma/ Itália, Assunção/ Paraguai e Istambul, Maltepe e Besiktas/ Turquia.

## Discografia

### CDs
- (1972) Quinteto Violado
- (1972) Coleção Música Popular do Nordeste, com Zélia Barbosa
- (1973) Berra Boi
- (1974) A Feira
- (1975) Folguedo
- (1976) Missa do Vaqueiro
- (1977) Antologia do Baião
- (1978) ...Até a Amazônia?
- (1979) Pilogamia do Baião
- (1980) O Rei e o Jardineiro (Opereta Infantil)
- (1981) Desafio
- (1982) Notícias do Brasil
- (1983) Coisas que Lua Canta
- (1984) Enquanto a Chaleira não Chia
- (1985) O Maior Forró do Mundo
- (1986) O Guarani
- (1987) História do Brasil
- (1989) Ilhas de Cabo Verde
- (1989) Kuiré - O Concerto
- (1991) Missa do Vaqueiro (segunda versão)
- (1993) Algaroba
- (1994) Retrospectiva em 5 movimentos
- (1994) Criar e Recrear
- (1994) Ópera do Bandoleiro
- (1994) Vanja Orico & Quinteto Violado
- (1996) 25 Anos Não São 25 Dias
- (1997) Quinteto Canta Vandré[8]
- (1999) Farinha do Mesmo Saco
- (2001) Forrozada
- (2001) Visão Futurística do Passado
- (2003) Retirantes de Sanfonas e Violados
- (2008) 100 Anos Depois... É Frevo no PE
- (2008) Uma Canção que virou Concerto – com Orquestra Sinfônica Jovem de PE
- (2008) Quinto Elemento
- (2010) Quinteto Canta Adoniran Barbosa & Jackson do Pandeiro
- (2011) Quinteto Violado 40 Anos
- (2012) Quinteto Canta Gonzagão
- (2014) Eu disse freeevo!
- (2015) Quinteto Violado Canta Dominguinhos

### DVDs
- (2005) 5 Peba na Pimenta
- (2008) Uma Canção que virou Concerto – com Orquestra Sinfônica Jovem de PE
- (2008) Quinteto Violado 40 Anos
- (2012) Quinteto Canta Gonzagão - Indicado ao XV Latin Grammy Awards